# Su Gologone
Koordinaten: 40° 17′ 21″ N, 9° 29′ 48,3″ O
Su Gologone ist eine Karstquelle bei Oliena auf Sardinien in Italien.

## Beschreibung

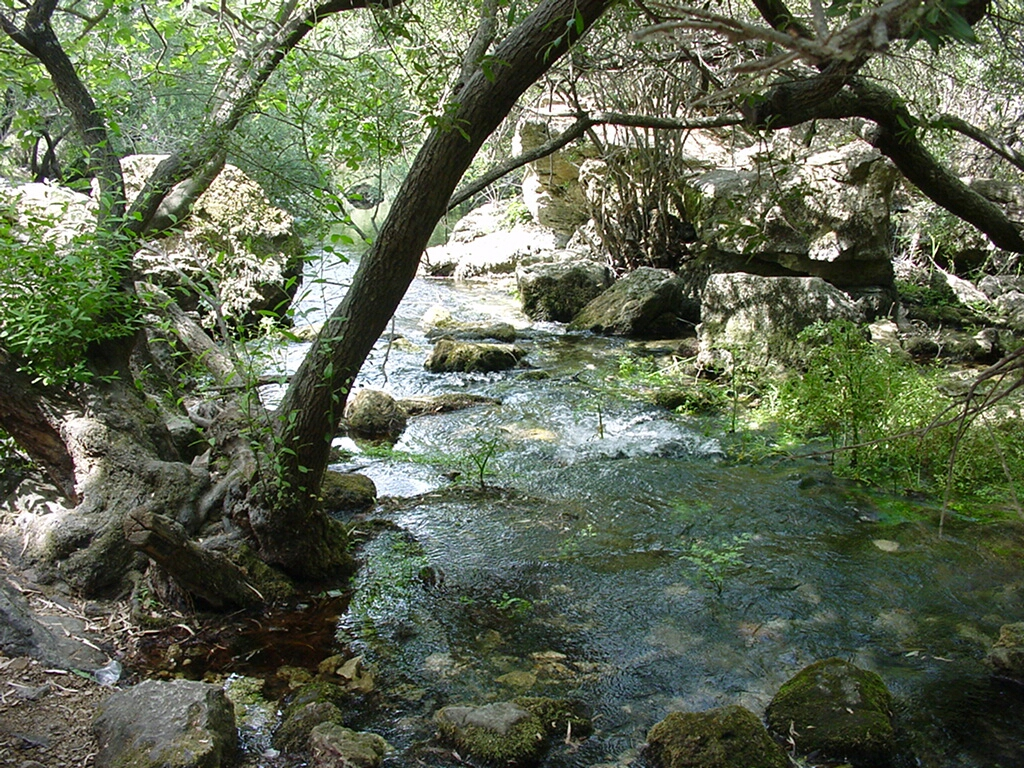
Abfließender Bach

Die Quelle liegt nordöstlich des Ortes, am Nordhang des bis zu 1463 m hohen Supramontemassivs. Sie ist der Ausgang eines riesigen, bis zu einer Tiefe von 135 Metern erforschten Karsthöhlensystems. Das Wasser entspringt einem bläulich schimmernden Quelltopf, an dessen Grund sich die Austrittstelle, eine Spalte im Kalkfelsen, befindet. Der dort entspringende Bach mündet schon nach wenigen Metern in den Fluss Cedrino, der in das Tyrrhenische Meer (Mittelmeer) fließt. Die Karstquelle ist mit einer mittleren Schüttung von 60 Liter pro Sekunde die wichtigste Quelle Sardiniens und wurde als Naturdenkmal ausgewiesen. Die Schüttung kann in Spitzenzeiten auf über 50.000 l/s ansteigen. In unmittelbarer Nähe der Quelle befinden sich drei Grotten.